# Municipio de Waveland (Iowa)
El municipio de Waveland (en inglés: Waveland Township) es un municipio ubicado en el condado de Pottawattamie en el estado estadounidense de Iowa. En el año 2010 tenía una población de 200 habitantes y una densidad poblacional de 2,19 personas por km².

## Geografía
El municipio de Waveland se encuentra ubicado en las coordenadas 41°11′44″N 95°12′14″O / 41.19556, -95.20389. Según la Oficina del Censo de los Estados Unidos, el municipio tiene una superficie total de 91.25 km², de la cual 91,21 km² corresponden a tierra firme y (0,04 %) 0,04 km² es agua.

## Demografía
Según el censo de 2010, había 200 personas residiendo en el municipio de Waveland. La densidad de población era de 2,19 hab./km². De los 200 habitantes, el municipio de Waveland estaba compuesto por el 99 % blancos y el 1 % eran de una mezcla de razas. Del total de la población el 0,5 % eran hispanos o latinos de cualquier raza.